# Aura (Kool-Savas-Album)
Aura ist das dritte Soloalbum des deutschen Rappers Kool Savas. Es wurde am 11. November 2011 über das Independent-Label Essah Entertainment veröffentlicht und wird über Groove Attack vertrieben. Aura erschien als CD sowie als Vinyl. Zudem wurde das Album in einer Standard- und in einer Limited-Deluxe-Edition veröffentlicht. Aura stieg als erstes Album des Rappers auf Platz 1 der deutschen Album-Charts ein. In der Schweiz erreichte es ebenfalls die Höchstposition und in Österreich belegte es Rang 6 der Charts. Es konnte durch den Verkauf von 100.000 Einheiten in Deutschland Goldstatus erreichen.

## Hintergrund
Nachdem im Frühjahr 2010 das Mixtape Die John Bello Story 3 erschienen war, kündigte Kool Savas in Interviews ein Kollabo-Album mit dem Soul-Sänger Xavier Naidoo sowie ein gemeinsames Album mit der Produzentin Melbeatz und dem Sänger Moe Mitchell unter dem Namen MMS als anstehende Projekte an. Aus diesem Grund wurde die Ankündigung der Veröffentlichung von Savas’ drittem Soloalbum im Frühjahr 2011 von Medienvertretern als überraschend aufgenommen. Über die Jugendzeitschrift Bravo Hiphop Special und seine Homepage gab Kool Savas am 3. Juni 2011 Aura als Titel seines Albums bekannt. Auch der Veröffentlichungstermin wurde in diesem Rahmen mitgeteilt. Bereits Ende September begann der Vorverkauf der drei Versionen des Albums. Am 3. Oktober 2011 verkündete Kool Savas über die Kommunikationsplattform Twitter die Fertigstellung der Aufnahmen an Aura.
Die Titelliste des Albums wurde am 4. Oktober 2011 bekannt gegeben. Am selben Tag präsentierte Savas einige Songs seines Albums im Rahmen einer exklusiven Listening Session im Berliner Sofitel. Zu dieser waren die Familie des Rappers, Medienvertreter und Musiker-Kollegen eingeladen worden. An der Präsentation nahmen unter anderen Visa Vie, Falk Schacht, Plan B, Buddy Ogün, Laas Unltd., Wilson Gonzalez Ochsenknecht, Jimi Blue Ochsenknecht sowie Spaiche, Mitbegründer von Aggro Berlin, teil.
Bei der Auswahl des Albumtitels ging es Kool Savas eigenen Angaben zufolge vor allem um die Bedeutung des Wortes Aura „im Sinne von Ausstrahlung“. Er hoffe, dass die Zuhörer einen Eindruck von seiner Persönlichkeit bekämen. Diese sei die Ursache für die Ausstrahlung Kool Savas’, die etwa bei Konzerten durch die Besucher wahrgenommen werde. Der Ausdruck „Aura“ als Albumtitel stand bereits längere Zeit für Kool Savas fest und wurde im Rahmen verschiedener Aufnahmen aufgegriffen. So hat Savas einen kurzen Gastbeitrag auf dem Stück Strassenrap ist sexuell erregt dank Kool Savas aus dem Album T.A.F.K.A.A.Z. :D des Rappers Kaas, in dem er rappt: „Ich glaub’ daran, du und ich, wir beiden haben das, was man sich für keine Kohle dieser Erde kaufen kann – Aura!“

## Titelliste

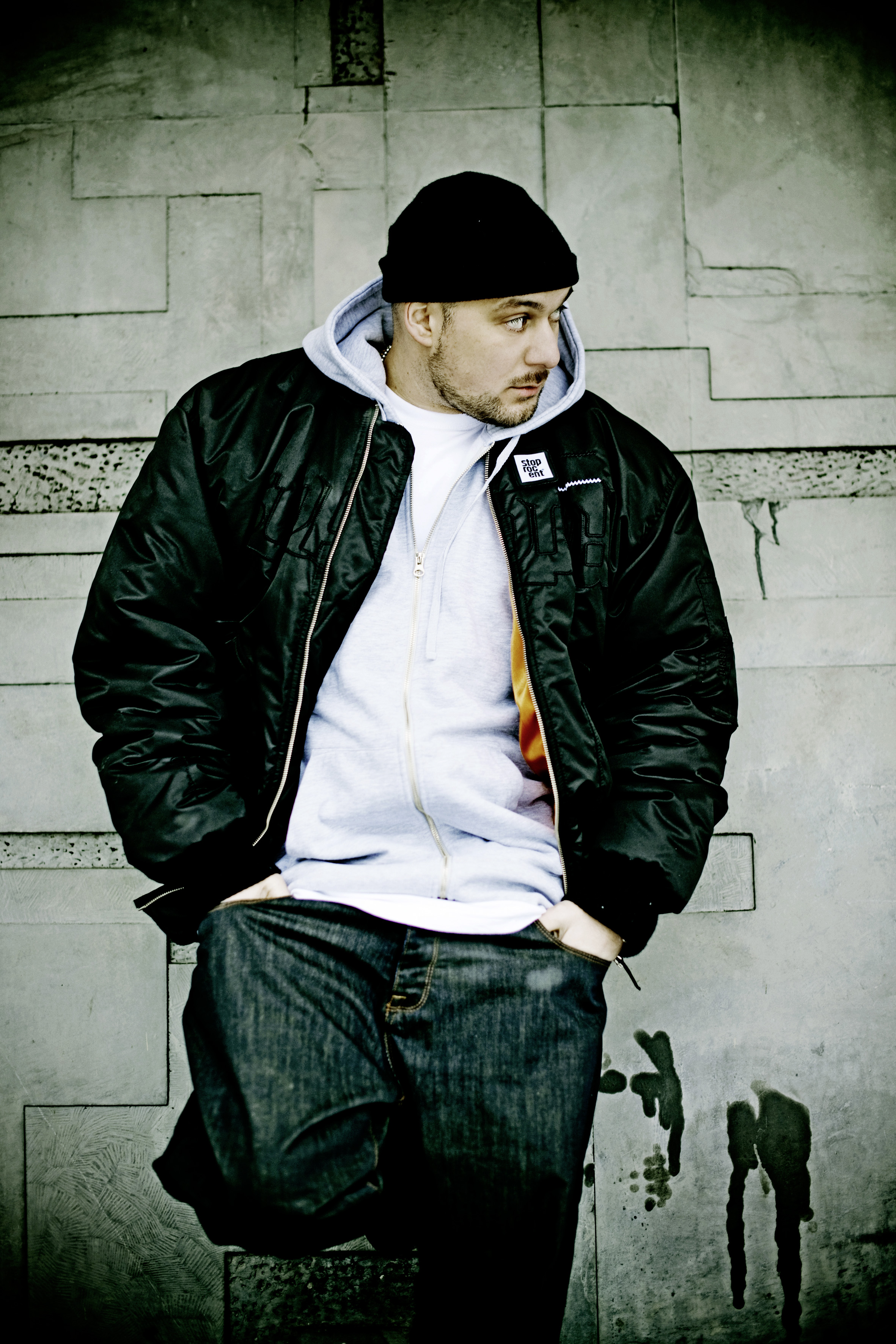
Rapper Kool Savas im Jahr 2010

| #  | Titel                               | Gastmusiker                                  | Länge |
| -- | ----------------------------------- | -------------------------------------------- | ----- |
| 1  | Interlude                           |                                              | 0:58  |
| 2  | Intro / der letzte meiner Gattung   |                                              | 1:47  |
| 3  | Und dann kam Essah                  |                                              | 3:39  |
| 4  | Aura                                | Xavier Naidoo                                | 2:48  |
| 5  | Nie mehr gehn                       |                                              | 4:07  |
| 6  | Nichts bleibt mehr                  | Scala & Kolacny Brothers                     | 3:59  |
| 7  | Optimale Nutzung unserer Ressourcen |                                              | 3:38  |
| 8  | Die Stimme                          |                                              | 2:48  |
| 9  | Stampf                              |                                              | 2:27  |
| 10 | King of Rap / Ein Wunder            |                                              | 2:36  |
| 11 | Echo                                | Olli Banjo                                   | 3:11  |
| 12 | LMS 2012                            | präsentiert von Xavier Naidoo und Kool Savas | 3:01  |

## Inhalt

### Musik
Kool Savas trägt seine Texte über Hip-Hop-Beats vor. Die zugrunde liegende Musikproduktion wurde von DJ Smoove, Sir Jai, Melbeatz, Jerrycanists, Baltar, Den Hätrz, Sinch, Ken Kenay, 7inch sowie Savas selbst beigesteuert. Interlude wurde von Kool Savas, DJ Smoove und Sir Jai produziert. DJ Smoove übernahm darüber hinaus auch die Produktion von Intro / der letzte meiner Gattung, Nie mehr gehn, Optimale Nutzung unserer Ressourcen, Die Stimme und Echo. Der Kontakt zu DJ Smoove war im Zuge einer Zusammenarbeit von Kool Savas mit dem Rap-Duo Automatikk entstanden. Savas traf sich mit dem Duo zu Aufnahmen für das Album Vermächtnis im Bamberger Studio des Produzenten. DJ Smoove bekam daraufhin die Gelegenheit, auch Produktionen für Aura beizusteuern. Für Optimale Nutzung unserer Ressourcen trat Jerrycanists als Koproduzent in Erscheinung. Melbeatz, die bereits regelmäßig an früheren Veröffentlichungen Savas’ beteiligt war, steuerte die Produktion zu Und dann kam Essah bei. Sir Jai war für das Stück Aura, Baltar für Nichts bleibt mehr und Den Hätrz für Stampf verantwortlich. Des Weiteren produzierten Sinch und Ken Kenay King of Rap / Ein Wunder und 7inch LMS 2012.
Neben der Produktion der Aufnahmen wurde auch Musik über das Grundgerüst der Songs eingespielt. In den meisten Fällen war dieselbe Person für die Produktion und die Musik zuständig gewesen, wobei die beteiligten Hip-Hop-Musiker die Musik unter ihrem bürgerlichen Namen eingespielt haben. So war Melanie Wilhelm, die als Produzentin unter dem Pseudonym Melbeatz auftritt, für die Musik von Und dann kam Essah verantwortlich. Die Musik zu Interlude wurde von Savaş Yurderı, Andre Schmidt und Joachim Piehl eingespielt. Andre Schmidt war an der musikalischen Gestaltung von Intro / der letzte meiner Gattung, Nie mehr gehn, Die Stimme, Echo sowie in Zusammenarbeit mit Fabian Grewe und Christopher Hyna Optimale Nutzung unserer Ressourcen beteiligt. Michael Reinbacher und Jörg Alea Roth spielten die Musik zu Nichts bleibt mehr ein. Die Musik zu Stampf geht auf Melanie Wilhelm und Michael Jackson zurück. Sinchi Wichmann und Yanek Stärk gestalteten die Musik zu King of Rap / Ein Wunder, Joachim Piehl zu Aura und Simon Eichinger zu LMS 2012.
Im Gegensatz zu früheren Veröffentlichungen wurde weitestgehend auf die Nutzung von Samples verzichtet und stattdessen in bestimmten Fällen Ausschnitte anderer Stücke nachgespielt. So wurde für das Titellied Aura ein Ausschnitt aus dem von Hans Zimmer komponierten Soundtrack zu dem US-amerikanischen Film Inception ausgewählt. Dieser wurde von Philipp Knaak, Nick Hilger, Sir Jai und Steffen v. Massow neu eingespielt. Für Die Stimme wurde ebenfalls ein Ausschnitt eines anderen Musikstücks von G. Hugle und Sir Jai nachgespielt. Als einziges Sample fand ein Teil des Lieds Nichts bleibt mehr von Saltatio Mortis für das Stück Nichts bleibt mehr Verwendung.
Für einige Stücke wurden zusätzliche Keyboardsounds, sogenannte „Additional Keys“, eingespielt. G. Hugle spielte Musik für Interlude, Intro / der letzte meiner Gattung und Und dann kam Essah ein. Für das Titellied Aura wurden ergänzende Keyboardsounds von Lazy Day Music Berlin beigetragen. Daniel Russ spielte zusätzlich Keyboard für Echo ein. Zudem war Sir Jai an Und dann kam Essah beteiligt.
Das für Hip-Hop-Musik charakteristische Stilmittel des Scratchens, bei dem es zur Tonerzeugung durch die manuelle Bewegung einer laufenden Vinyl-Platte kommt, fand für einige Stücke Verwendung. Im Falle von Interlude und Optimale Nutzung unserer Ressourcen wurde die Technik von DJ Ray D angewandt. Auf Und dann kam Essah und Stampf sind Scratches von Sir Jai zu hören.
Nach Abschluss der Tonaufnahmen erfolgte die Bearbeitung durch Abmischung. Sir Jai mischte die Stücke in seinem Studio Sir Jai’s Hitcrib ab. Chris Athens übernahm die abschließende Audionachbearbeitung. Er führte das sogenannte Mastering im New Yorker Sterling Sound durch.

### Gastbeiträge
Neben dem Vortrag von Kool Savas sind der Chor Scala & Kolacny Brothers, der Soul-Sänger Xavier Naidoo und der Rapper Olli Banjo mit Gastbeiträgen auf Aura aufgeführt. Für Nichts bleibt mehr sang der Scala Chor den Refrain des Stücks und ist im Hintergrund während der Strophen von Savas zu hören. Olli Banjo, der bereits in der Vergangenheit mehrfach mit Kool Savas zusammengearbeitet hatte, singt die Hookline von Echo. Zudem hat er auf dem Stück auch einen Rap-Beitrag. Im abschließenden LMS 2012 ist Xavier Naidoos Gesang zu hören. Der Titel wurde als Verweis auf das für 2012 geplante gemeinsame Album von Savas und Naidoo als letztes Lieds des Albums platziert.
Als weiteres Stilmittel kommen für das Stück Nie mehr gehn sogenannte Backing Vocals zum Einsatz. Diese dienen der Verstärkung der Stimme des Rappers im Refrain des Songs und wurden von der Sängerin Sarah-Ann eingesungen. Ein weiterer Musiker, der Hintergrundgesang beisteuert, ist Moe Mitchell in Und dann kam Essah. Des Weiteren ist in einigen Liedern zusätzlicher Gesang zu hören, der als Additional Vocals aufgeführt wird. Sarah-Anns Gesang ist im Hintergrund von Kool Savas’ Strophen in Die Stimme zu hören. Xavier Naidoo hat zwei Verse des Refrains von Aura eingesungen. Die Hookline des Lieds Und dann kam Essah besteht aus dem Gesang von Alex Prince und dem Publikum des Festivals Openair Frauenfeld.
Der Titel Nichts bleibt mehr wird durch ein Gedicht eingeleitet, das von Savas’ Vater Fazli Yurderi vorgetragen wird. Für Stampf wurde auf ein Stimmen-Sample aus Diggin’ von Falk zurückgegriffen.

## Versionen
Aura erschien als Standard-Version und in einer Limited-Deluxe-Edition. Die Standard-Edition enthält das Album als CD und ist als Pappschuber verpackt. Darüber hinaus wurde die Standard-Version auch auf Vinyl veröffentlicht, der zusätzlich Aura als CD beiliegt. Die Limited-Deluxe-Edition ist eine Box, die auf 11.111 Stück limitiert ist. Sie enthält neben dem Album ein Porträt von Kool Savas, das von dem Schweizer Künstler Onur Dinc angefertigt worden ist. Des Weiteren ist ein Booklet mit allen Texten, die ausschließlich unter Ultraviolettstrahlung lesbar sind, sowie eine Schwarzlicht-Lampe in der Box zu finden. Auch ein T-Shirt und ein Poster von Kool Savas gehören zu den Beilagen. Zudem war der Kauf der limitierten Edition mit einem Gewinnspiel verknüpft.

## Illustration
Das Cover zeigt ein Gemälde, das der Schweizer Künstler Onur Dinc von Kool Savas angefertigt hat. Dieses wurde fotorealistisch gemalt. Im Original wurde es mit Acrylfarbe auf einer Leinwand angefertigt und weist eine Größe von 50 cm × 70 cm auf. Dinc stellte weitere Porträts von Savas her, von denen ein Bild für das Cover einer Ausgabe des Magazins Juice Verwendung fand. Das der Limited-Deluxe-Edition beiliegende Poster hat im Original eine Größe von 89 cm × 62 cm und wurde ebenfalls von Dinc mit Acryl auf Karton gemalt. Neben seinen Gemälden war Onur Dinc auch für das grafische Konzept von Aura verantwortlich. So geht die Idee eines Booklets, das bei UV-Strahlung gelesen werden kann, auf den Schweizer zurück. Für die grafische und technische Umsetzung des Artworks war darüber hinaus Eric Ullrich verantwortlich. Die Pressebilder und Fotos, die als Vorlage für die Gemälde dienten, wurden von Katja Kuhl angefertigt.

## Vermarktung

### Singles und Videos

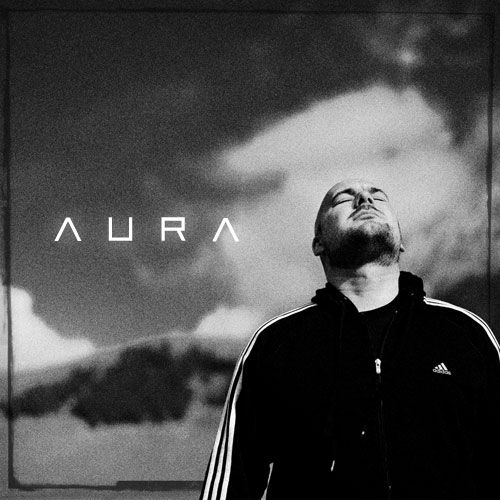
Cover der Single Aura

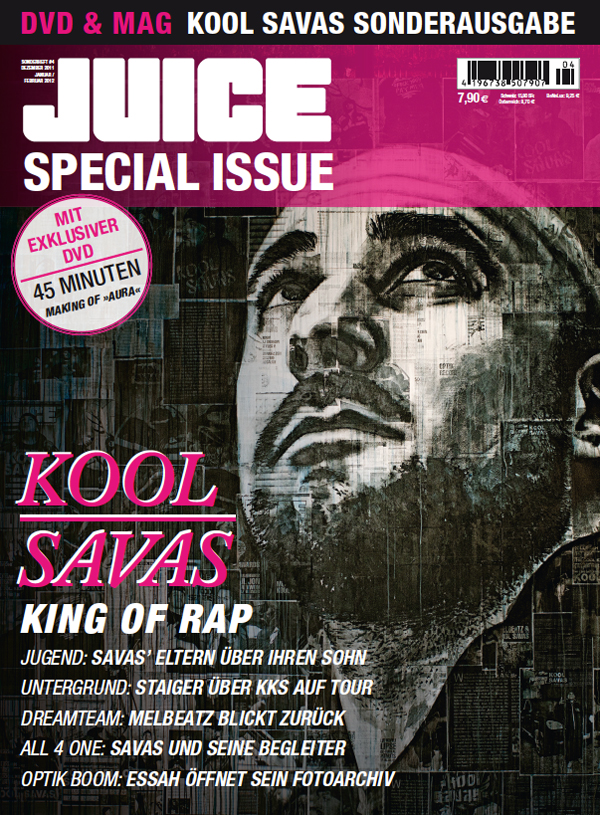
Cover der Spezial-Ausgabe der „Juice“ zum Rapper Kool Savas

Am 21. Oktober 2011 veröffentlichte Essah Entertainment mit dem Titellied Aura das erste Stück als Download-Single. Neben der Album-Version enthält die Single das Instrumental sowie die A-cappella-Version zu Aura. Obwohl auf die Vermarktung der Single durch die Veröffentlichung eines Videoclips zunächst verzichtet worden ist, stieg Aura auf Platz 14 der deutschen Single-Charts ein. Auch in der zweiten Woche hielt sich die Single mit Rang 19 in den Top 20. In Österreich belegte die Single Position 33, in der Schweiz konnte mit Rang 13 die beste Platzierung für Aura in den Single-Charts erreicht werden. Einen Tag nach Veröffentlichung des Albums erschien nachträglich ein Video zu Aura. Kool Savas erklärte später in einem Interview, dass ein Video zu Aura frühzeitig gedreht worden war, was jedoch aus seiner Sicht „nicht den Song widergespiegelt“ habe. Aus diesem Grund stoppte der Rapper die Veröffentlichung des Clips und flog in die Highlands nach Schottland, um dort ein neues Video zu drehen. Für die visuelle Umsetzung habe er „die Natur einfach sprechen“ lassen wollen und komplett auf Spezialeffekte verzichtet. Das Video zu Aura konnte in den ersten zehn Tagen nach der Veröffentlichung eine Million Aufrufe auf der Plattform YouTube verzeichnen. Kool Savas präsentierte seine Single Aura unter anderem gemeinsam mit Sir Jai und der Leon Taylor Band am 30. November 2011 bei TV total. Zuvor hatte er im Rahmen der Show erstmals ein Gespräch mit Stefan Raab geführt.
Neben dem Video zur Single Aura wurde ein Clip gedreht, in dem ein Teil des Stücks Optimale Nutzung unserer Ressourcen präsentiert wird. Der gemeinsam mit Xavier Naidoo entstandene Song LMS 2012 erschien am 19. November 2011 als kostenloses Lied im Internet. Ende Dezember folgte die visuelle Umsetzung des Stücks Nichts bleibt mehr. Die Produktion des Musikvideos wurde von Bears Calling GmbH übernommen. Kolja Brandt führte die Regie und Rain Kencana war als Editor für den Schnitt des Clips verantwortlich. Als weiterer Song wurde Und dann kam Essah visuell umgesetzt. Das Video wurde am 20. März 2012 veröffentlicht und enthält Ausschnitte der „Aura“-Tour. Zudem fertigte der Schweizer Künstler Onur Dinc Wandmalereien für den Videodreh an. Mitte August 2012 erschien des Weiteren ein Video zu Nie mehr gehn.
Ende September erschien zu dem Lied King of Rap / Ein Wunder ein Video im Rahmen des Online-Fernsehformats Halt die Fresse von Aggro.TV.

### Juice Special Issue
Das deutsche Hip-Hop-Magazin Juice veröffentlichte am 11. November 2011 eine Sonderausgabe zu Kool Savas. Darin wird sowohl das Leben der Privatperson Savaş Yurderi als auch der musikalische Werdegang des Rappers beleuchtet. Die Redaktion führte dazu Interviews mit musikalischen Weggefährten wie Curse, Melbeatz, Ono, Marcus Staiger, Xavier Naidoo, Illmatic, Ercandize, Moses Pelham und Sir Jai sowie mit den Eltern Hilde und Fazli Yurderi des Musikers. Des Weiteren beleuchtet die Juice die Diskografie Kool Savas’, öffentliche Auseinandersetzungen mit anderen Vertretern der Hip-Hop-Szene und den Einfluss des Rappers anhand der Beispiele Alpa Gun, Laas Unltd. und Morlockk Dilemma. Dem Magazin liegt eine DVD bei, auf der Auszüge aus der Entstehung des Albums Aura zu sehen sind.

### Tournee
Parallel zur Veröffentlichung von Aura absolvierte Savas eine Autogrammstunden-Tour. Der Rapper trat dabei an sieben Terminen in sechs unterschiedlichen Städten auf.
Savas absolviert nach Veröffentlichung des Albums zwei Tourneen. Am 18. Januar 2012 begann die „Aura“-Tour mit einem Konzert in Köln. Nach zehn Auftritten wurde die Tournee am 28. Januar 2012 beendet. Da Kool Savas die Veröffentlichung eines Livealbums nach der Tournee anstrebt, wurden alle Konzerte der „Aura“-Tour als „Multitrack-Recording“ aufgenommen.
Seit Ende März 2012 folgten Konzerte unter dem Motto „Kool Savas und die Liga der außergewöhnlichen Mcees“. Kool Savas wurde dabei von den Hip-Hop-Musikern Olli Banjo, Die Orsons und Laas Unltd. sowie dem Comedian Buddy Ogün begleitet. Die Tournee umfasste vierzehn Auftritte.

## Rezeption

### Erfolg
Aura stieg direkt auf Platz eins der deutschen Albumcharts ein, womit es als erstes Album von Kool Savas die Höchstposition erreichen konnte. In der ersten Woche konnten 37.529 Einheiten des Albums verkauft werden. Davon wurden 27.370 Exemplare als physische CD und 10.159 in digitaler Form erworben. Aura konnte damit von den bis November 2011 veröffentlichten Alben des Genres Deutscher Hip-Hop die meisten Erstwochenverkäufe verzeichnen. Am Ende des Jahres belegte Aura Rang 48 der deutschen Album-Jahrescharts sowie Rang vier der deutschen Independent-Jahrescharts. In den Independent-Jahrescharts war es das bestplatzierte einheimische Album. Auch in der Schweiz erreichte Savas mit Aura erstmals Platz eins. In Österreich stieg das Album auf Rang sechs ein. Kool Savas erklärte in einem Interview, dass er als Künstler ohne Unterstützung eines Major-Labels nicht mit einer Nummer-eins-Platzierung gerechnet habe. Zudem sei der Erfolg besonders erfreulich, da Aura im verkaufsstärksten Quartal des Jahres veröffentlicht worden sei. In den deutschen Albumcharts fiel das Album in der zweiten Woche auf Rang 19. Bis Ende Januar 2012 konnten laut Kool Savas 78.000 Einheiten von Aura verkauft werden. Dafür wurde das Album im Dezember 2012 mit Impala-Gold ausgezeichnet. Am 4. Januar 2013 wurde bekannt gegeben, dass 100.000 Einheiten von Aura in Deutschland verkauft worden seien, womit die Veröffentlichung Goldstatus erreicht hat.

### Kritik
Die E-Zine Laut.de vergab mit fünf von möglichen fünf Punkten die Höchstwertung an Aura. Savas präsentiere Battle-Rap, der sich deutlich von der Konkurrenz abhebe, und sei zudem gefestigt genug, um „Einblicke in seine private Gedanken- und Gefühlswelt“ zu gestatten. Die privaten Einblicke liefern aus Sicht der Redakteurin Dani Fromm keinen „Anlass zur Fremdscham.“ Auch Elemente wie „Hooklines oder ganze Parts von Xavier Naidoo, […] nutzlose Plastikeffekte auf der Stimme und schier schluchzende Damen oder aufwändiges Chor-Gesinge“, die bei Verwendung auf anderen Musikalben durch die Redakteurin negativ kritisiert werden, „tragen zu einem stimmigen, enorm atmosphärischen Gesamtbild bei.“ Fromm bewertet die Beats des Albums, darunter zu den Songs Intro / Der Letzte Meiner Gattung, Und Dann Kam Essah und Nichts Bleibt Mehr, ebenfalls positiv. Vor allem die Produktion des Titellieds entfalte ein „theatralisches, übermenschgroßes Szenario, das an endlose Landschaftsaufnahmen“ erinnere. Kool Savas und Olli Banjo erinnern in ihrer Zusammenarbeit Echo an das Duo Eminem und Royce da 5′9″. Die größte Stärke Savas’ sei seine „wundervolle Sprache“, durch die das Album „vor einer Wortgewandtheit [berste], die mühelos rechtfertigt, ihren Urheber ‚direkt neben Hesse und Brecht im Hugendubel‘ einzusortieren.“ Abschließend lobt Dani Fromm, dass für Aura auf unnötiges Füllmaterial verzichtet worden sei.
Florian Reiter verfasste eine Kritik für die Internetseite Rap.de, in der er vor allem die Entwicklung Savas’ thematisiert. Während Savas zu Beginn seiner Laufbahn die „restriktiv empfundenen Normen des damals vorherrschenden Mittelschichten-Raps an[griff], sieht er sich nun eine Dekade später in der Pflicht, die Rap-Kultur gegen talentlose Gangster und schwuchtelige Röhrenhosenträger zu verteidigen.“ So handele es sich bei Kool Savas um einen konservativen Rapper, der einerseits keine größeren musikalischen Experimente wage, andererseits seine Musik nicht dem Massengeschmack anpassen würde. Reiter sieht darin ein Problem, da für zahlreiche Hip-Hop-Journalisten und Anhänger des Rappers die „Phase zwischen „L.M.S.“ und „NLP“ immer noch als goldene Ära der Savas’schen Schaffenskraft“ wahrgenommen werde. Savas habe den Krieg gegen das Rap-Establishment „längst gewonnen und ist dadurch, Segen oder Fluch aller Revolutionäre, selbst Establishment geworden.“ Mit Aura verwalte der Rapper vor allem seinen Status. Inhaltlich gebe es auf dem Album wenig Abwechslung, sodass der Zuhörer auf die Vortragstechnik Savas’ achte. Diese sei die größte Stärke des Rappers und zeichne sich durch „abrupte Flow-Wechsel, schnelle Tempo-Variationen [und] durchgeknallte Reimschemata“ aus. Entgegen den Ankündigungen im Vorfeld der Veröffentlichung handele es sich laut Reiter nicht um ein persönliches Album. Die Kunstfigur Kool Savas lasse im Gegenteil „nur wenige Einblicke in ihr Privatleben, ihre Gefühlswelt oder ihre politische Weltanschauung zu.“ Positiv bewertet werden die Stücke Nichts bleibt mehr und, trotz „dämlicher Hookline“, Nie mehr Gehen. Zusammenfassend sei Aura ein „über weite Strecken schnörkelloses Album, auf dem Kool Savas seine überragenden Fertigkeiten“ am Mikrofon demonstriere.
Das Backspin Hip Hop Magazin veröffentlichte auf ihrer Webpräsenz eine Kritik zu Aura, in der die Reaktionen von Journalisten und Fans auf die bloße Ankündigung eines Kool-Savas-Albums mit einer Szene aus dem Roman Das Parfum verglichen wird, „in der Jean Baptiste Grenouille auf dem Marktplatz von Grasse die Menschenmengen mit seinem aus dem Geruch der ermordeten Frauen gewonnenen Parfum verzaubert.“ Daraus folgen aus Sicht des Redakteurs zahlreiche positive Kritiken, die bereits vor der Möglichkeit, das Album zu hören, verfasst werden. Im Gegensatz zu anderen prominenten Hip-Hop-Musikern, die ihren „musikalischen Radius“ vergrößert haben, gehe es Savas „um Flows, Reime, Technik.“ Positive Kritik findet der Redakteur für das Titellied, das „perfekt geschriebene Strophen“ und einen sehr guten Refrain von Xavier Naidoo aufweise. Dagegen sei Naidoos Beitrag auf LMS 2012 verzichtbar. Der Chorgesang aus Nichts bleibt mehr passe in die Vorweihnachtszeit, wird jedoch ebenfalls negativ bewertet. Auch die Hookline aus Die Stimme halte den Vergleich mit den Strophen des Stücks nicht stand. Zusammenfassend biete das Album Rap „auf allerhöchstem Niveau“ und könne mit den Adjektiven „sphärisch, fett, aufgeräumt [und] kühl“ beschrieben werden.

### Bestenlisten
Die Redaktion der Internetseite Laut.de positionierte Anfang Dezember 2011 Kool Savas’ Album Aura auf Platz 5 der besten Hip-Hop-Alben des Jahres. Für den Independent-Musikvertrieb Groove Attack war Aura das erfolgreichste Album im Jahr 2011.
Bei den jährlichen Hiphop.de Awards der Internetseite Hiphop.de wurde das Album Aura in der Kategorie Bestes Album National ausgezeichnet. Darüber hinaus erreichte das Titellied Aura den ersten Platz in der Rubrik Beste Single National.

## Weitere Veröffentlichung

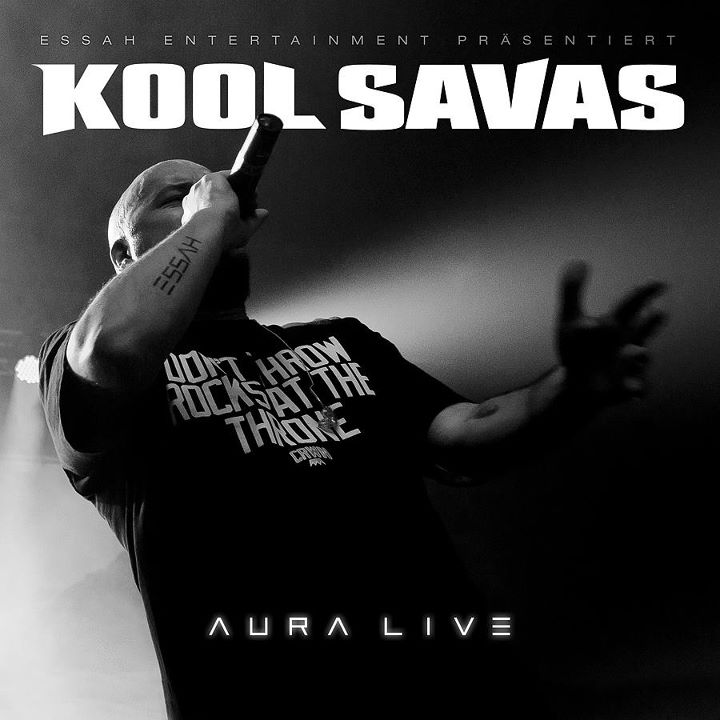
Cover des Albums „Aura Live“

Am 23. März 2012 veröffentlichte Essah Entertainment das Livealbum Aura Live, dessen Aufnahmen im Rahmen der „Aura“-Tournee von Kool Savas entstanden waren. Das Album enthält neben den Songs auch den Videomitschnitt eines Konzertes als DVD. Für Aura Live wurden die Live-Versionen der Stücke des Albums Aura sowie einige frühere Titel wie Rapfilm, Futurama oder Tribut ausgewählt. Die erweiterte Titelliste ist laut Kool Savas als Reaktion auf die Kritik, Aura habe eine zu kurze Laufzeit, zu verstehen.
Nachdem Aura Anfang 2013 mit 100.000 verkauften Einheiten Gold-Status erreicht hatte, wurde das Album als kostenloser Stream über das Internet-Videoportal YouTube erneut veröffentlicht.